# 전미 총기 협회

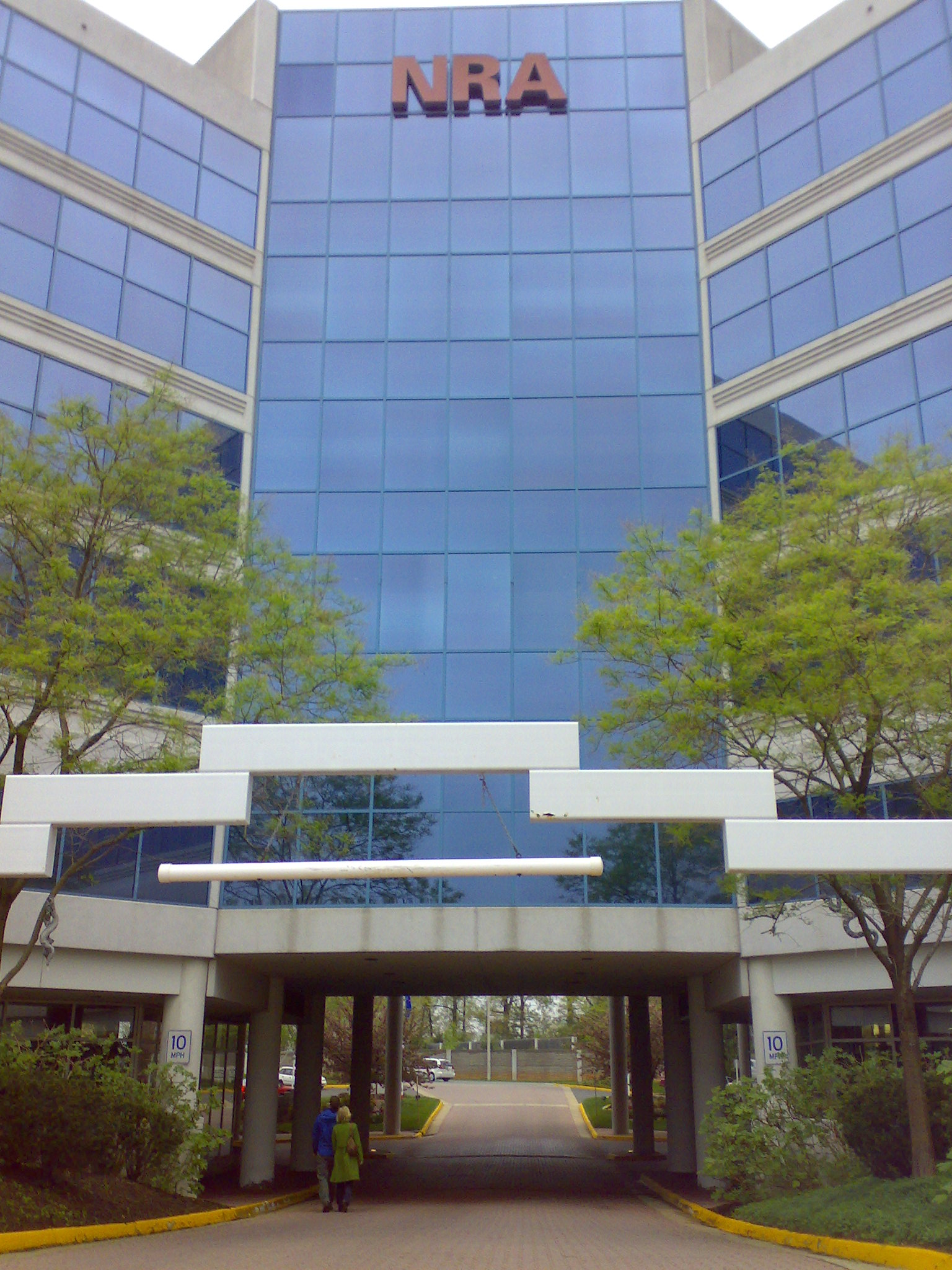
미국 버지니아 주에 있는 NRA 본부 건물

전미총기협회(全美銃器協會, National Rifle Association, NRA)는 1871년 11월 17일 윌리엄 C. 처치(William C. Church)와 조지 윈게이트(George Wingate) 등 미국 남북 전쟁 당시 북군 출신 장교들에 의해 창립된 미국의 보수주의 단체이다. 로비 활동으로 총기 규제를 막고 있으며, 영화 감독 마이클 무어의 영화 《볼링 포 콜럼바인》(Bowling For Columbine)에 등장하여 전 세계적으로 유명해졌다.
초기에는 남군에 비해 다소 뒤쳐진 북군의 사격 실력을 향상하기 위해 사격 훈련과 총기에 관한 안전 교육 등을 강조했고, 총기 규제에 매우 적극적인 모습을 보였었으나 1970년대 네오콘의 등장과 함께 NRA에도 변화가 생기게 되었고, 결국 기존의 NRA 지도부가 물러나고 지금의 지도부가 형성되었다. 이 때부터 NRA는 총기 안전 교육 계몽과 총기 소유에 관한 개개인의 책임이 아닌 총기 권리를 중점으로 하여 로비 활동을 시작했고 이는 현재까지 이어지고 있다. 하지만 최근 NRA는 횡령 감사에 들어가 뉴욕주와 법정 공방을 시작했고 내부 갈등으로 인해 2021년 1월 22일 NRA는 자발적 파산 신청을 결정했다. 문제의 중심이 되었던 웨인 라피에르 총장은 자리에서 물러났으며 2024년 1월에 10만 달러의 합의금으로 잘못을 인정하기로 하였다.